# Danny Mills
Daniel John "Danny" Mills (født 18. maj 1977 i Norwich, England) er en tidligere engelsk fodboldspiller (højre back).
Mills tilbragte hele sin 15 år lange karriere i hjemlandet, hvor han startede ud med at spille for Norwich City i sin fødeby. Han opnåede dog først for alvor succes i sine fem år hos Leeds United, som han var tilknyttet i fem sæsoner. Han var en del af holdet der nåede semifinalen i Champions League 2000-01-sæsonen. Han var i en enkelt sæson udlejet til Middlesbrough, og var med til at vinde Liga Cuppen med klubben.
Efter at have forladt Leeds var Mills i resten af sin karriere ejet af Manchester City. Her spillede han frem til sin karriereafslutning i 2009, men var dog flere gange udlejet til andre klubber, da han efter Citys store indkøbsbølge startede i slutningen af 2000'erne ikke kunne spille sig på holdet.
Mills spillede desuden 19 kampe for det engelske landshold. Hans første landskamp var et opgør mod Mexico 25. maj 2001, hans sidste en kamp mod Portugal 18. februar 2004. Han var en del af det engelske hold, der nåede kvartfinalerne ved VM i 2002 i Sydkorea/Japan, og spillede samtlige landets fem kampe i turnerigen, heriblandt 3-0 sejren over Danmark i 1/8-finalen.

## Titler
Football League Cup
- 2004 med Middlesbrough